# 瀧音能之
瀧音 能之（たきおと よしゆき、1953年 - ）は、日本の歴史学者。学位は、博士（文学）（早稲田大学・論文博士・1994年、論文「古代出雲地域史の研究」）。駒澤大学名誉教授、島根県古代文化センター客員研究員。日本古代史専攻。

## 来歴
北海道生まれ。1977年早稲田大学第一文学部日本史学科卒、1987年明治大学大学院日本史学博士課程満期退学、1994年「古代出雲地域史の研究」で早稲田大学より博士（文学）の学位を取得。島根県古代文化センター研究員、駒澤大学文学部教授。2024年定年退職。名誉教授の称号を授与された。

## 著書
- 『風土記説話の古代史』桜楓社、1992
- 『出雲国風土記と古代日本 出雲地域史の研究』雄山閣出版、1994
- 『王・民・神々』名著出版、1994
- 『神と神話の古代史』岩田書院、1996
- 『一目でわかる日本史ハンドブック 大学受験』ナガセ 東進ブックス、1996
- 『古代出雲の社会と信仰』雄山閣出版、1998
- 『古代の出雲的世界』白鳥舎、1998
- 『日本史問題集』ナガセ、東進ブックス 大学受験実戦問題集シリーズ　1998
- 『奈良時代の史料と社会』岩田書院、1999
- 『古代出雲の世界』歴研、2001
- 『古代の出雲事典』新人物往来社、2001
- 『忘れてしまった高校の日本史を復習する本 歴史は壮大な人間ドラマだから面白い!』中経出版、2002
- 『「出雲」からたどる古代日本の謎』青春出版社プレイブックスインテリジェンス、2003
- 『古代史を読み解く謎の十一人』青春出版社プレイブックスインテリジェンス、2004
- 『文献でたどる日本史の見取り図』青春出版社プレイブックスインテリジェンス、2004
- 『神々と古代史の謎を解く古事記と日本書紀』青春新書インテリジェンス、2005
- 『古代出雲の社会と交流』おうふう、2006
- 『図説出雲の神々と古代日本の謎』青春出版社、2007
- 『図説古代史の舞台裏』青春出版社、2007
- 『「流れ」がどんどん頭に入る一気読み!日本史』青春新書インテリジェンス、2009
- 『古事記と日本書紀でたどる日本神話の謎』青春新書インテリジェンス、2010
- 『古代出雲を知る事典』東京堂出版 2010
- 『日本史と世界史 2つの流れが1つになる!』青春出版社、知の強化書 2010
- 『覆された古代日本史』青春文庫 2011
- 『忘れてしまった高校の日本史を復習する本 カラー版』中経出版、2011
- 『古事記22の謎の収集』青春文庫、2012
- 『出雲古代史論攷』岩田書院 2014
- 『出雲大社の謎』朝日新書 2014
- 『高校これでわかる日本史B』文英堂 シグマベスト　2014
- 『封印された古代史の謎大全』青春出版社 2016
- 『風土記から見る日本列島の古代史』 平凡社  2018
- 『風土記と古代の神々：もうひとつの日本神話』 平凡社  2019
- 『古事記と日本書紀 謎の焦点』  青春出版社  2020
- 『「鬼滅の暗号」解読の書』  宝島社  2021

### 監修
- 『図解とあらすじでよくわかる「古事記」入門』光文社知恵の森文庫 2012
- 『図説『古事記』の真実 古伝との読み比べで発見する!』PHP研究所 2012
- 『図説地図とあらすじでわかる!日本書紀と古代天皇』青春新書インテリジェンス 2012
- 『完全図解日本の古代史 イラストと図表で読み解く日本の「始まり」』宝島社 別冊宝島 2014　『日本古代史の謎』文庫
- 『完全図解邪馬台国と卑弥呼 古代史最大の謎「邪馬台国研究」最前線』宝島社 別冊宝島 2014
- 『日本戦国史 日本史上最大の「転換期」を地図と図表で読み解く 完全図解』宝島社 別冊宝島 2014
- 『「古代史」ミステリーツアー』だいわ文庫 2015
- 『天智と天武兄弟天皇の謎 暗殺、裏切り、粛清…古代史最大クーデターの真相』宝島社 別冊宝島 2015
- 『日本の古代史飛鳥の謎を旅する 古代国家形成までの激動の政治ドラマが眠る舞台』宝島社 別冊宝島 2015
- 『日本の古代史ヤマト王権 ここまで解明された日本黎明期のすがた』宝島社 別冊宝島 2015
- 『古代史再検証聖徳太子とは何か 古代史のカリスマ聖徳太子の実像を探る』宝島社 別冊宝島 2016
- 『古代史再検証蘇我氏とは何か 『日本書紀』に隠された真実「蘇我氏逆臣説」を覆す』宝島社 別冊宝島 2016
- 『古代史再検証邪馬台国とは何か 魏志倭人伝の通説を覆す!』宝島社 別冊宝島 2016
- 『CGでよみがえる古代出雲王国 邪馬台国以前に存在した一大海洋国家の真実』宝島社 別冊宝島 2016
- 『謎多き古代史をめぐる 平成版おとなの歴史』監修 笠倉出版社 2016
- 『奈良1300年地図帳 ビジュアル版 古代から明治まで、地図と写真で巡る世界遺産』宝島社 別冊宝島 2016

### 共編著
- 『大学受験頻出555日本史』宇佐美正利、早稲田大学漫画研究会、慶応義塾大学漫画倶楽部,田代タメカン共著、学習研究社、1987
- 『大学受験頻出日本史用語集』宇佐美正利共著、学習研究社、1991
- 『律令国家の展開過程』編　名著出版、1991
- 『センター試験の日本史 頻出ランク順』宇佐美正利共編、学習研究社、1992
- 『出雲の原郷』関和彦共編、大社文化事業団、1995
- 『古代王権と交流 7　出雲世界と古代の山陰』編、名著出版、1995
- 『古代史の謎と人物』編著、岩田書院、1997
- 『図説古代出雲と風土記世界』編、河出書房新社、1998
- 『演習風土記 常陸・西海道』編、白鳥舎 2001
- 『丹後半島歴史紀行 浦島太郎伝説探訪』三舟隆之共著、河出書房新社、2001
- 『日本古代の鄙と都』編、岩田書院、2005
- 『総図解よくわかる古代史』編、新人物往来社、2010
- 『古事記なるほど謎解き一〇〇話』編、東京堂出版、2012
- 『古代人なるほど謎解き一〇〇話』編、東京堂出版、2012
- 『島根県謎解き散歩』藤岡大拙共編著、新人物文庫、2012
- 『風土記謎解き散歩』編著、中経出版、新人物文庫、2013

## 参考
- 『風土記謎解き散歩』編著者紹介
- J-GLOBAL